# Hyles siehei
Hyles siehei és una espècie de lepidòpter ditrisi de la família dels esfíngids (Sphingidae) que viu des de Turquia a l'Àsia Central.

## Història natural
Envergadura alar d'entre 55 i 70 mm. L'eruga pot arribar fins als 80 mm i és polimòrfica. S'alimenta de Eremurus, especialment de Eremurus himalaicus, Eremurus olgae, Eremurus robustus, Eremurus krudica, Eremurus stenophyllus, Eremerus sogriganus, Eremerus inderiensis i Eremerus ambigens.

## Distribució
La subespècie siehei es troba a les Muntanyes del Taure i altres zones del sud i est de Turquia, Armènia, nord de Síria i nord d'Iraq, mentre que la subespècie svetlana (considerada sovint com a espècie) es distribueix per les terres baixes del sud del Kazakhstan, des de les ribes de la mar Càspia a través de la frontera amb la Xina, el sud de l'Uzbekistan i el sud Turkmenistan.